# 클로로덴드론과
클로로덴드론과(Chlorodendraceae)는 클로로덴드론강 클로로덴드론목에 속하는 녹조류과의 하나이다. 3속 44종으로 이루어져 있다. 전세계 담수와 해수에서 널리 발견된다.

## 하위 속
- 프라시노클라두스속 (Prasinocladus) - 3종
- Scherffelia - 8종
- 테트라셀미스속 (Tetraselmis) - 33종